# Dmitrij Torbinskij
Dmitrij Jevgenjevitj Torbinskij (ry: Дмитрий Евгеньевич Торбинский) född 28 april 1984, är en rysk före detta fotbollsspelare. Han spelade under sin karriär bland annat i FK Krasnodar och i ryska landslaget.